# パウル・シェフラー

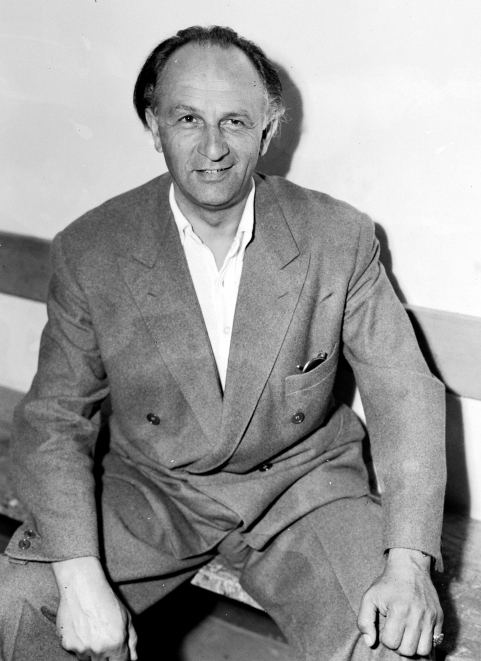
パウル・シェフラー (1947年)

パウル・シェフラー（Paul Schöffler, 1897年9月15日-1977年11月22日）は、ドイツのバス・バリトン歌手である。1960年代まで現役として歌い続けた貴重な歌手である。

## 略歴
ドレスデンに生まれ、同地の音楽院ではピアノとヴァイオリンを学んでいたが、後にベルカントを学ぶことを選び、オペラ歌手としての道を進むことになる。1924年にドレスデン歌劇場でワーグナーの『ローエングリン』を歌ってデビューし、1926年には同歌劇場で、フェルッチョ・ブゾーニの『ファウスト博士』、クルト・ヴァイルの『主役』、パウル・ヒンデミットの『カルディリャック』なども歌っている。
1937年にウィーン国立歌劇場に初めて出演し、以後1965年の長きにわたって活躍する。またバイロイト音楽祭やザルツブルク音楽祭にも出演し、両音楽祭では常連として出演することになり、とりわけワーグナーとモーツァルトがよく知られていた。またハンブルク、およびミュンヘンでは、ゴットフリート・フォン・アイネムの『ダントンの死』やリヒャルト・シュトラウスの『ダナエの愛』のタイトル・ロールを歌っている。
シェフラーは膨大なレパートリーを持ち、フィガロ、ドン・ジョヴァンニ、ピサロ、オランダ人、ハンス・ザックス、アンフォルタス、ヴォータン、クルヴェナル、ヨカナーン、イアーゴ、スカルピアなどを持ち役としていた。
ドイツ、オーストリア以外でも国際的に活躍し、ロンドン、サンフランシスコ、ニューヨーク、シカゴ、ブダペスト、パリ、ミラノ、ナポリ、ブエノスアイレスなどにも招かれている。
70歳になってからも現役として活躍し、引退する直前に歌った最後のオペラはモーツァルトの『イドメネオ』だった。
1977年11月22日、イギリスのアマースハムで死去。80歳。